# Widłoząb błotny
Widłoząb błotny (Dicranum bonjeanii De Not.) – gatunek mchu należący do rodziny widłozębowatych (Dicranaceae).

## Rozmieszczenie geograficzne
Występuje w Europie, w Himalajach i na Syberii oraz w Ameryce Północnej. W Polsce gatunek pospolity na niżu, rzadziej występuje w górach (w Tartach do wysokości 1650 m n.p.m., w Bieszczadach do wysokości 650 m).

## Morfologia
Darnie luźne lub zbite, żółtozielone i błyszczące. Mech ortotropowy o łodygach o długości 4 cm i więcej (powyżej 8 cm). Łodygi gęsto okryte chwytnikami, przy czym młode rośliny mają chwytniki jasne, starsze – rdzawe. Liście proste, w stanie suchym silnie poprzecznie fałdowane, lancetowate. Kończyk liścia odlegle płytko piłkowany. Żebro w przekroju poprzecznym z 2 zewnętrznymi komórkami grzbietowymi, leżącymi na brzegach. Puszka jest silnie zgięta, cylindryczna, prawie gładka.
Gatunkiem podobnym jest widłoząb miotlasty Dicranum scoparium.

## Ekologia
Najczęściej występuje na torfowiskach przejściowych i na łąkach.

## Ochrona
W latach 2004–2014 gatunek był objęty w Polsce ścisłą ochroną gatunkową. Od roku 2014 wpisany na listę gatunków roślin objętych ochroną częściową w Polsce na podstawie Rozporządzenia Ministra Środowiska z dnia 9 października 2014 r. w sprawie ochrony gatunkowej roślin.